# Arrondissement Aubusson
Das Arrondissement Aubusson ist eine Verwaltungseinheit des französischen Départements Creuse innerhalb der Region Nouvelle-Aquitaine. Verwaltungssitz (Unterpräfektur) ist Aubusson.
Es besteht aus sechs Wahlkreisen (Kantonen) und 128 Gemeinden.

## Kantone
- Aubusson
- Auzances
- Boussac (mit 15 von 17 Gemeinden)
- Évaux-les-Bains
- Felletin (mit 16 von 19 Gemeinden)
- Gouzon

## Gemeinden
Die Gemeinden des Arrondissements Aubusson sind:
| 1. Alleyrat (23003)                    | 2. Arfeuille-Châtain (23005)           | 3. Aubusson (23008)                   | 4. Auge (23009)                        |
| 5. Auzances (23013)                    | 6. Basville (23017)                    | 7. Beissat (23019)                    | 8. Bellegarde-en-Marche (23020)        |
| 9. Bétête (23022)                      | 10. Blessac (23024)                    | 11. Bord-Saint-Georges (23026)        | 12. Bosroger (23028)                   |
| 13. Boussac (23031)                    | 14. Boussac-Bourg (23032)              | 15. Brousse (23034)                   | 16. Budelière (23035)                  |
| 17. Bussière-Nouvelle (23037)          | 18. Bussière-Saint-Georges (23038)     | 19. La Celle-sous-Gouzon (23040)      | 20. Chambon-sur-Voueize (23045)        |
| 21. Chambonchard (23046)               | 22. Champagnat (23048)                 | 23. Chard (23053)                     | 24. Charron (23054)                    |
| 25. Châtelard (23055)                  | 26. Le Chauchet (23058)                | 27. La Chaussade (23059)              | 28. Chénérailles (23061)               |
| 29. Clairavaux (23063)                 | 30. Clugnat (23064)                    | 31. Le Compas (23066)                 | 32. La Courtine (23067)                |
| 33. Cressat (23068)                    | 34. Crocq (23069)                      | 35. Croze (23071)                     | 36. Domeyrot (23072)                   |
| 37. Dontreix (23073)                   | 38. Évaux-les-Bains (23076)            | 39. Faux-la-Montagne (23077)          | 40. Felletin (23079)                   |
| 41. Féniers (23080)                    | 42. Flayat (23081)                     | 43. Fontanières (23083)               | 44. Gentioux-Pigerolles (23090)        |
| 45. Gioux (23091)                      | 46. Gouzon (23093)                     | 47. Issoudun-Létrieix (23097)         | 48. Jarnages (23100)                   |
| 49. Ladapeyre (23102)                  | 50. Lavaufranche (23104)               | 51. Lavaveix-les-Mines (23105)        | 52. Lépaud (23106)                     |
| 53. Leyrat (23108)                     | 54. Lioux-les-Monges (23110)           | 55. Lupersat (23113)                  | 56. Lussat (23114)                     |
| 57. Magnat-l’Étrange (23115)           | 58. Mainsat (23116)                    | 59. Malleret (23119)                  | 60. Malleret-Boussac (23120)           |
| 61. Les Mars (23123)                   | 62. Le Mas-d’Artige (23125)            | 63. Mautes (23127)                    | 64. La Mazière-aux-Bons-Hommes (23129) |
| 65. Mérinchal (23131)                  | 66. Moutier-Rozeille (23140)           | 67. Néoux (23142)                     | 68. La Nouaille (23144)                |
| 69. Nouhant (23145)                    | 70. Nouzerines (23146)                 | 71. Parsac (23149)                    | 72. Peyrat-la-Nonière (23151)          |
| 73. Pierrefitte (23152)                | 74. Pionnat (23154)                    | 75. Pontcharraud (23156)              | 76. Poussanges (23158)                 |
| 77. Puy-Malsignat (23159)              | 78. Reterre (23160)                    | 79. Rougnat (23164)                   | 80. Sannat (23167)                     |
| 81. Sermur (23171)                     | 82. La Serre-Bussière-Vieille (23172)  | 83. Soumans (23174)                   | 84. Saint-Agnant-près-Crocq (23178)    |
| 85. Saint-Alpinien (23179)             | 86. Saint-Amand (23180)                | 87. Saint-Avit-de-Tardes (23182)      | 88. Saint-Bard (23184)                 |
| 89. Saint-Chabrais (23185)             | 90. Saint-Dizier-la-Tour (23187)       | 91. Saint-Domet (23190)               | 92. Sainte-Feyre-la-Montagne (23194)   |
| 93. Saint-Frion (23196)                | 94. Saint-Georges-Nigremont (23198)    | 95. Saint-Julien-la-Genête (23203)    | 96. Saint-Julien-le-Châtel (23204)     |
| 97. Saint-Loup (23209)                 | 98. Saint-Maixant (23210)              | 99. Saint-Marc-à-Frongier (23211)     | 100. Saint-Marc-à-Loubaud (23212)      |
| 101. Saint-Marien (23213)              | 102. Saint-Martial-le-Vieux (23215)    | 103. Saint-Maurice-près-Crocq (23218) | 104. Saint-Médard-la-Rochette (23220)  |
| 105. Saint-Merd-la-Breuille (23221)    | 106. Saint-Oradoux-de-Chirouze (23224) | 107. Saint-Oradoux-près-Crocq (23225) | 108. Saint-Pardoux-d’Arnet (23226)     |
| 109. Saint-Pardoux-le-Neuf (23228)     | 110. Saint-Pardoux-les-Cards (23229)   | 111. Saint-Pierre-le-Bost (23233)     | 112. Saint-Priest (23234)              |
| 113. Saint-Quentin-la-Chabanne (23238) | 114. Saint-Silvain-Bas-le-Roc (23240)  | 115. Saint-Silvain-Bellegarde (23241) | 116. Saint-Silvain-sous-Toulx (23243)  |
| 117. Saint-Sulpice-les-Champs (23246)  | 118. Saint-Yrieix-la-Montagne (23249)  | 119. Tardes (23251)                   | 120. Toulx-Sainte-Croix (23254)        |
| 121. Trois-Fonds (23255)               | 122. Vallière (23257)                  | 123. Verneiges (23259)                | 124. Viersat (23261)                   |
| 125. Vigeville (23262)                 | 126. La Villedieu (23264)              | 127. La Villeneuve (23265)            | 128. La Villetelle (23266)             |

## Ehemalige Gemeinden seit 2015
bis 2024:
Blaudeix, Parsac-Rimondeix

## Neuordnung der Arrondissements 2017

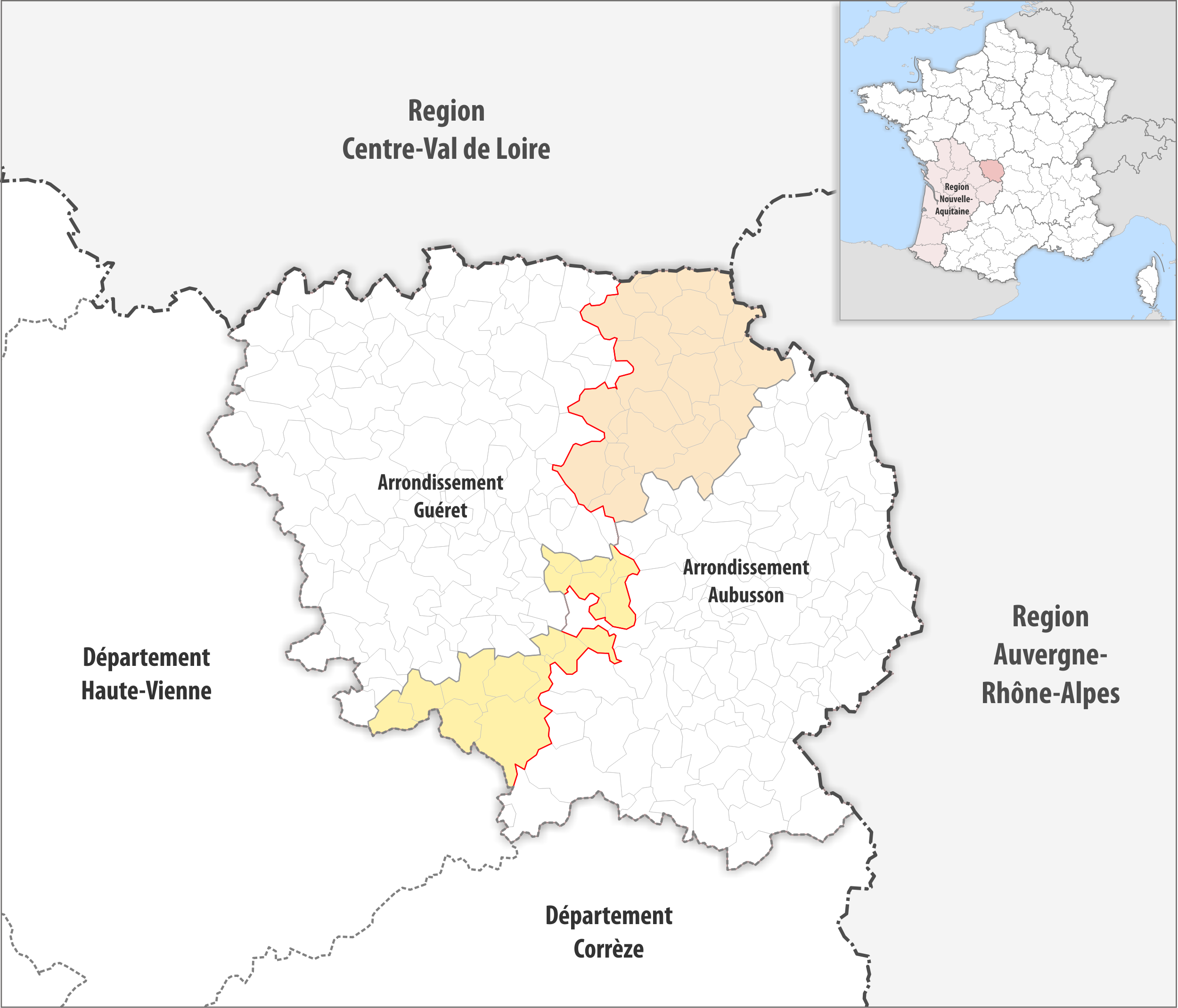
Arrondissementsanpassungen im Jahr 2017

Durch die Neuordnung der Arrondissements im Jahr 2017 wurden die 28 Gemeinden Bétête, Blaudeix, Bord-Saint-Georges, Boussac, Boussac-Bourg, Bussière-Saint-Georges, Clugnat, Cressat, Domeyrot, Gouzon, Jarnages, La Celle-sous-Gouzon, Ladapeyre, Lavaufranche, Leyrat, Malleret-Boussac, Nouzerines, Parsac-Rimondeix, Pierrefitte, Pionnat, Saint-Marien, Saint-Pierre-le-Bost, Saint-Silvain-Bas-le-Roc, Saint-Silvain-sous-Toulx, Soumans, Toulx-Sainte-Croix, Trois-Fonds und Vigeville aus dem Arrondissement Guéret dem Arrondissement Aubusson zugewiesen.
Dafür wechselten die 17 Gemeinden Ars, Banize, Chamberaud, Chavanat, Fransèches, Le Donzeil, Le Monteil-au-Vicomte, Royère-de-Vassivière, Saint-Avit-le-Pauvre, Saint-Junien-la-Bregère, Saint-Martial-le-Mont, Saint-Martin-Château, Saint-Michel-de-Veisse, Saint-Moreil, Saint-Pardoux-Morterolles, Saint-Pierre-Bellevue und Sous-Parsat vom Arrondissement Aubusson zum Arrondissement Guéret.